# توماس فنتون
توماس فنتون (انگلیسی: Thomas Fenton) یک فیلم‌نامه‌نویس اهل ایالات متحده آمریکا است. فیلمنامه اره ۴ یکی از مهمترین کارهای وی است.

## بخشی از فیلمشناسی
- کشتار بی‌گناهان (۱۹۹۳)
- سرافی‌ها (۲۰۰۲)
- مکس پین (۲۰۰۵)
- اره ۴ (۲۰۰۷)
- نامه زنجیره‌ای (۲۰۱۰)
- به گورت تف می‌کنم ۲ (۲۰۱۳)